# خان خانم
خان خانم (بالفارسية: خان‌خانم) هي مستوطنة تقع في تشارواماق الشرقية الريفية في إيران. يقدر عدد سكانها بـ 79 نسمة .